# Prvenstvo Anglije 1881
Prvenstvo Anglije 1881 v tenisu.

## Moški posamično
William Renshaw :  John Hartley, 6-0 6-1 6-1